# Strengite
La strengite è un minerale.